# La Fille, tu sais
Albums de Clarika
Ça s'peut pas
(1997) Joker
(2005)
La Fille, tu sais est le troisième album de Clarika, sorti le 20 février 2001.
Il est réalisé comme le précédent par Dominique Blanc-Francard. Tous les titres sont du duo Clarika/Nyssens sauf « Deux anglaises » (Hervé Jean-Pierre). L'album marque les débuts d'une certaine médiatisation de Clarika,. 
Le titre « Les garçons dans les vestiaires » est largement diffusé et son clip tourné dans les vestiaires du club de rugby du Stade Français est très remarqué.
Elle participe avec cet album en 2001 aux Francofolies de la Rochelle.

## Liste des morceaux
| 1.    | Les Garçons dans les vestiaires | Clarika / Jean-Jacques Nyssen                       | 3:21 |
| 2.    | Ton pull-over                   | Clarika / Jean-Jacques Nyssen                       | 3:12 |
| 3.    | We Are the Losers               | Clarika / Jean-Jacques Nyssen                       | 2:49 |
| 4.    | Enlève ton imperméable          | Clarika / Jean-Jacques Nyssen                       | 2:23 |
| 5.    | La Fille tu sais                | Clarika - Jean-Jacques Nyssen / Jean-Jacques Nyssen | 2:54 |
| 6.    | Deux anglaises                  | Hervé Jean-Pierre                                   | 2:26 |
| 7.    | E pericoloso sporgersi          | Clarika / Jean-Jacques Nyssen                       | 2:25 |
| 8.    | Mais qui sont les gens          | Clarika / Jean-Jacques Nyssen                       | 2:27 |
| 9.    | Marie-Rose                      | Clarika / Jean-Jacques Nyssen                       | 2:54 |
| 10.   | La Vénus en caoutchouc          | Clarika / Jean-Jacques Nyssen                       | 3:48 |
| 11.   | Cher cousin                     | Jean-Jacques Nyssen                                 | 2:38 |
| 12.   | Heureux                         | Clarika / Jean-Jacques Nyssen                       | 3:17 |
| 35:47 |                                 |                                                     |      |